# 185641 Judd
185641 Judd è un asteroide della fascia principale. Scoperto nel 2008, presenta un'orbita caratterizzata da un semiasse maggiore pari a 2,6285184 UA e da un'eccentricità di 0,0157430, inclinata di 2,76848° rispetto all'eclittica.